# Швракарица
Швракарица је насељено мјесто у општини Двор, у Банији, Сисачко-мославачка жупанија, Република Хрватска.

## Историја
Швракарица се од распада Југославије до августа 1995. године налазила у Републици Српској Крајини.

## Становништво
Насеље је према попису становништва из 2011. године имало 53 становника.
| Националност       | 1991. | 1981. | 1971. | 1961. |
| Срби               | 120   | 118   | 177   | 228   |
| Југословени        |       | 25    |       | 11    |
| Хрвати             |       | 2     |       |       |
| Муслимани          |       |       |       | 1     |
| остали и непознато | 1     |       |       |       |
| Укупно             | 121   | 145   | 177   | 240   |

| Демографија | Демографија | Демографија |
| Година      | Становника  | Становника  |
| ----------- | ----------- | ----------- |
| 1961.       | 240         |             |
| 1971.       | 177         |             |
| 1981.       | 145         |             |
| 1991.       | 121         |             |
| 2001.       | 65          |             |
| 2011.       |             | 53          |